# Macropteranthes fitzalanii
Macropteranthes fitzalanii är en tvåhjärtbladig växtart som beskrevs av Ferdinand von Mueller. Macropteranthes fitzalanii ingår i släktet Macropteranthes och familjen Combretaceae. Inga underarter finns listade i Catalogue of Life.